# Rudy Mater
Rudy Mater, né le 13 octobre 1980 à Valenciennes (Nord), est un footballeur français. Il est depuis 2019 recruteur pour le Valenciennes FC.

## Biographie
Joueur formé à Cannes, il décide de revenir à Valenciennes, qui joue alors dans la même division que Cannes, pour retrouver sa famille. Il se présente lui-même au club et doit faire des essais avant d'intégrer l'équipe.
Sous l'ère Philippe Montanier, il est nommé capitaine de VA pour la saison 2010-2011 à la place de Milan Biševac.
À l'issue de la saison 2013-2014, Valenciennes est relégué et au plus mal financièrement. À la suite du sauvetage du club, VA évolue finalement en L2, mais sans son arrière droit, faisant le choix de ne pas prolonger les joueurs en fin de contrat. De plus, le club compte déjà deux autres joueurs au même poste (Kenny Lala et Loris Néry). Le 24 juillet 2014, Rudy Mater confie au journal L'Équipe : « Valenciennes me met à la porte...». Sous contrat avec Valenciennes jusqu'au 30 juin 2014, Rudy Mater espérait être reconduit pour encadrer l'équipe nordiste en Ligue 2. Mais le latéral droit de 33 ans, au club depuis 2002, a appris de la bouche du nouvel entraîneur Bernard Casoni que son histoire avec le VAFC s'arrêtait là. « Dégoûté », Mater explique dans les colonnes de L'Équipe son désarroi : « C'est ma ville, mon club, et on me dit de partir, à 33 ans. C'est absurde, VA me met à la porte... ».
Son poste de prédilection est celui d'arrière droit mais Antoine Kombouaré le fait parfois évoluer sur l'aile droite.
Lors du match Valenciennes-Nancy du 8 août 2009, à la suite de l'expulsion du gardien Nicolas Penneteau, VA ayant déjà effectué ses trois changements, c'est Rudy Mater qui officie dans les buts pendant les dernières minutes.
Avec Valenciennes, Rudy Mater a joué 389 matchs, ce qui fait de lui le joueur ayant porté le plus grand nombre de fois le maillot rouge et blanc.
Son dernier but avec le VAFC a lieu lors du match Valenciennes-Brest, où il trompe Alexis Thébaux d'une frappe des 20 mètres.
Malgré des propositions en Belgique, Rudy Mater reste sans club durant la première partie de la saison 2014-2015. Toutefois, en février 2015, il signe au Sporting Club de Feignies, équipe de CFA 2. Le joueur a pour ambition de faire monter le club en CFA.
Le 19 août 2015, libre de tout contrat, il rejoint le Royal White Star Bruxelles. Six mois plus tard, il rompt son engagement et entame une reconversion en visant un diplôme du BEF. Malgré quelques appels du pied auprès de son club de cœur, il ne parvient pas à rejoindre l'organigramme de Valenciennes.
Lors de la saison 2016-2017, il revient à Valenciennes pour occuper un rôle dans le centre de formation. Dès l'année suivante, il est nommé adjoint de Faruk Hadžibegić.

## Statistiques
| Saison                | Club                  | Championnat           | Championnat | Championnat | Coupe nationale | Coupe nationale | Coupe de la Ligue | Coupe de la Ligue | Total | Total |
| Saison                | Club                  | Division              | M.          | B.          | M.              | B.              | M.                | B.                | M.    | B.    |
| 2000-2001             | AS Cannes             | Division 2            | 1           | 0           | -               | -               | -                 | -                 | 1     | 0     |
| 2001-2002             | AS Cannes             | National              | 6           | 0           | -               | -               | -                 | -                 | 6     | 0     |
| Sous-total            | Sous-total            | Sous-total            | 7           | 0           | -               | -               | -                 | -                 | 7     | 0     |
| 2002-2003             | Valenciennes FC       | National              | 35          | 1           | 1               | 1               | -                 | -                 | 36    | 2     |
| 2003-2004             | Valenciennes FC       | National              | 30          | 2           | 3               | 1               | -                 | -                 | 33    | 3     |
| 2004-2005             | Valenciennes FC       | National              | 35          | 1           | -               | -               | -                 | -                 | 35    | 1     |
| 2005-2006             | Valenciennes FC       | Ligue 2               | 32          | 1           | 1               | 0               | 1                 | 0                 | 34    | 1     |
| 2006-2007             | Valenciennes FC       | Ligue 1               | 37          | 1           | 1               | 0               | -                 | -                 | 38    | 1     |
| 2007-2008             | Valenciennes FC       | Ligue 1               | 31          | 0           | 1               | 0               | 2                 | 1                 | 34    | 1     |
| 2008-2009             | Valenciennes FC       | Ligue 1               | 31          | 1           | -               | -               | -                 | -                 | 31    | 1     |
| 2009-2010             | Valenciennes FC       | Ligue 1               | 28          | 2           | 1               | 0               | -                 | -                 | 29    | 2     |
| 2010-2011             | Valenciennes FC       | Ligue 1               | 29          | 0           | 1               | 0               | 3                 | 0                 | 33    | 0     |
| 2011-2012             | Valenciennes FC       | Ligue 1               | 29          | 0           | 4               | 0               | -                 | -                 | 33    | 0     |
| 2012-2013             | Valenciennes FC       | Ligue 1               | 25          | 1           | 1               | 1               | -                 | -                 | 26    | 2     |
| 2013-2014             | Valenciennes FC       | Ligue 1               | 25          | 0           | 1               | 0               | 1                 | 0                 | 27    | 0     |
| Sous-total            | Sous-total            | Sous-total            | 367         | 10          | 15              | 3               | 7                 | 1                 | 389   | 14    |
| 2014-2015             | SC Feignies           | CFA 2                 | 8           | 0           | -               | -               | -                 | -                 | 8     | 0     |
| Sous-total            | Sous-total            | Sous-total            | 8           | 0           | -               | -               | -                 | -                 | 8     | 0     |
| 2015-2016             | White Star Bruxelles  | Proximus League       | 12          | 0           | 1               | 0               | -                 | -                 | 13    | 0     |
| Sous-total            | Sous-total            | Sous-total            | 12          | 0           | 1               | 0               | -                 | -                 | 13    | 0     |
| Total sur la carrière | Total sur la carrière | Total sur la carrière | 393         | 10          | 16              | 3               | 7                 | 1                 | 416   | 14    |

## Palmarès
- Champion de National en 2005
- Champion de Ligue 2 en 2006